# SAR-Klasse 16E
Die kapspurige Schnellzug-Lokomotivbaureihe Klasse 16E der South African Railways (SAR) ist eine Dampflokomotivbaureihe mit der Achsfolge 2'C1' (Pacific). Die Maschinen waren die schnellsten je gebauten Schmalspur-Dampflokomotiven.
Die Baureihe war für den Einsatz vor Schnellzügen auf dem Streckenabschnitt zwischen Johannesburg und Kimberley vorgesehen, einem Abschnitt der Hauptstrecke zwischen Johannesburg und Kapstadt.
Von den Henschel wurden 1935 sechs Lokomotiven der Baureihe gefertigt und an die SAR geliefert. Die Klasse 16E war die letzte und zugleich größte in Südafrika beschaffte Pacific. Sie haben mit 1.829 mm Raddurchmesser zugleich die größten Treibräder aller je gebauten Schmalspurlokomotiven und als Folge dieser auch die höchste Kessellage. Die Mitte des etwa 1,9 m durchmessenden Kessels befindet sich 2.819 mm über der Schienenoberkante. Trotz der kleineren Spurweite sind Heiz- und Rostfläche sowie Zugkraft der 16E größer als bei der normalspurigen, deutschen Baureihe 01; die Leistung ist in etwa gleich.
Eine technische Besonderheit ist die Steuerung der Dampfmaschine über durch eine Nockenwelle angetriebene Ventile nach Bauart des italienischen Ingenieurs Arturo Caprotti, welche vom Treibradsatz aus auf jeder Lokomotivseite über eine Gegenkurbel und eine Kardanwelle angetrieben wird. Neben den sechs Maschinen dieser Klasse hat die SAR in den 1930er Jahren noch weitere 94 Lokomotiven mit dieser Steuerung ausgerüstet, und zwar die Klassen 19C und 15E sowie das Einzelstück der Klasse 20.
Bei ersten Probefahrten mit 16E 854 kurz nach der Anlieferung 1935 schaffte die Lok mit einem Zuggewicht von 350 t eine Geschwindigkeit von 136,8 km/h. Da diese Probefahrt ausgesprochen gut verlief, fuhr man die Maschine bei weiteren Versuchen bis auf 97 m.p.h., das entspricht 156 km/h, aus. Bei einer Probefahrt nach einer Reparatur kurz nach dem Zweiten Weltkrieg erreichte eine der Lokomotiven mit einem Messwagen eine Geschwindigkeit von 148 km/h. Damit sind die Lokomotiven der Baureihe 16E die schnellsten je gebauten Schmalspur-Dampflokomotiven. In der Praxis wurden solche Geschwindigkeiten jedoch nicht benötigt, so dass die SAR keine weiteren hochrädrigen Pacific-Lokomotiven mehr beschaffte, sondern auch für Expresszüge zu langsameren, aufgrund vierfacher Kupplung aber zugkräftigeren, Lokomotiven überging.
Die Lokomotiven mit den Nummern 857 und 858 sind erhalten geblieben. Sie befinden sich in Bloemfontein, wo die Klasse zuletzt stationiert war.

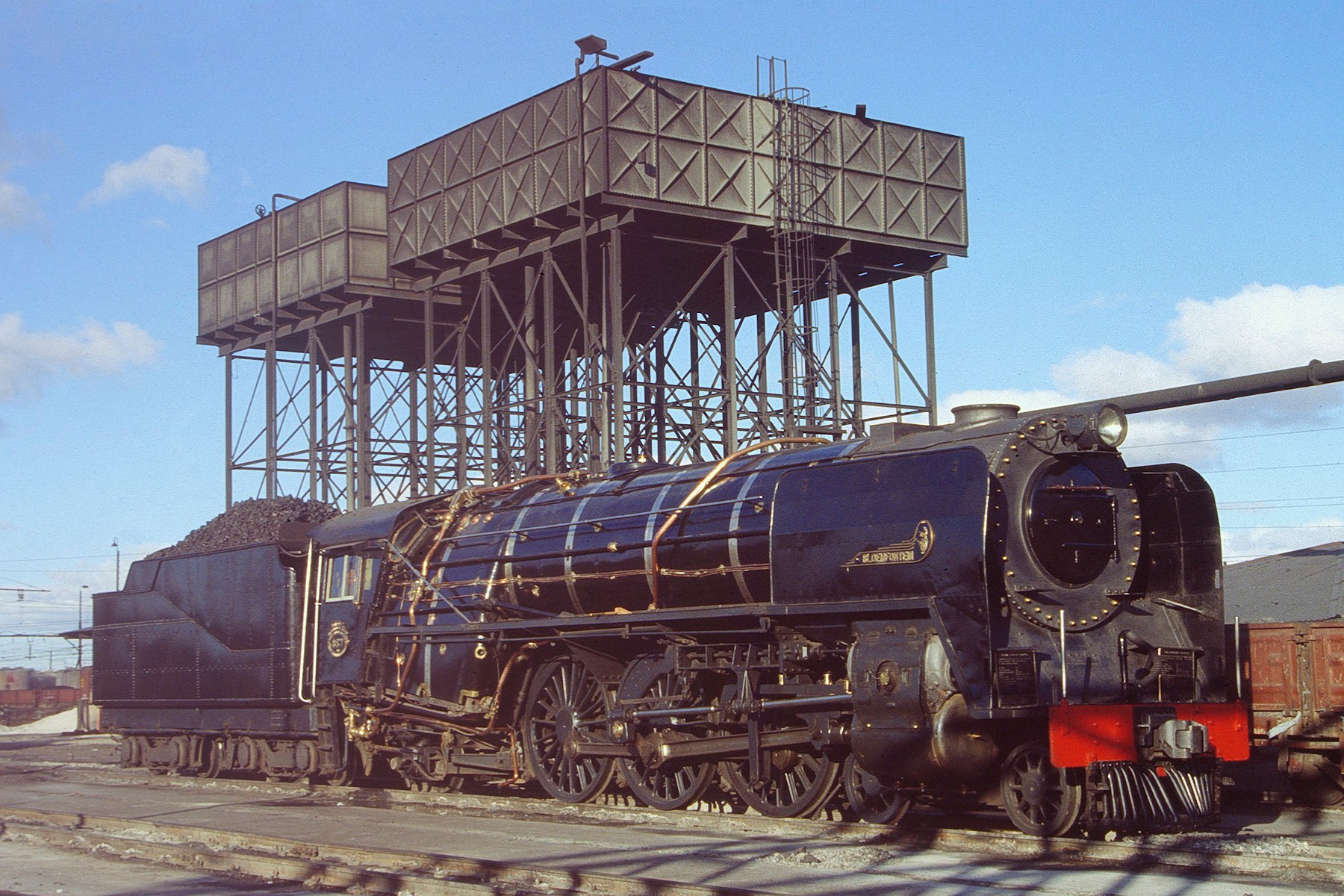
16E 857 im Depot Beaconsfield (1991)
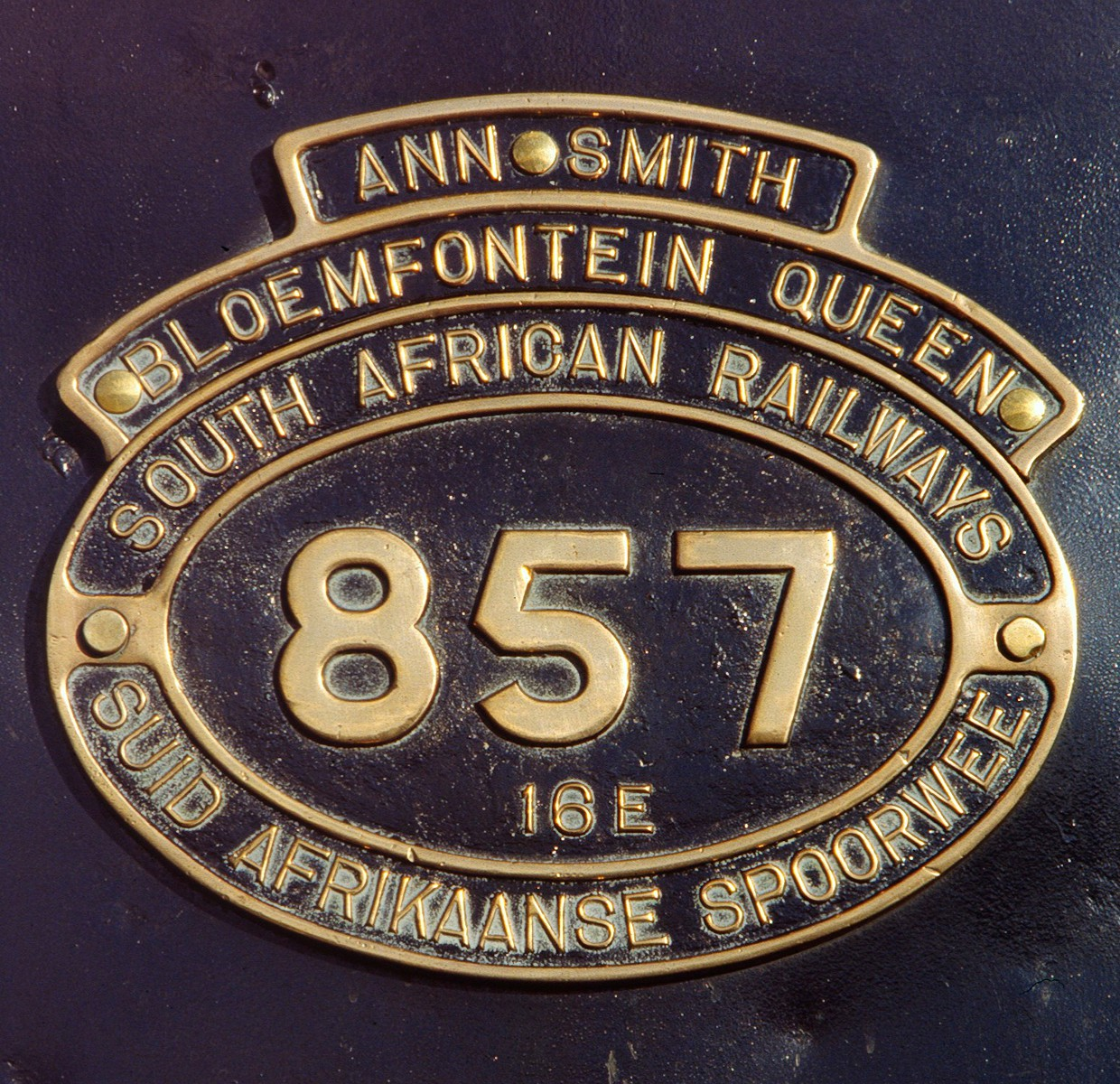
Lokschild an der 16E 857 (1991)